# Rattus koopmani
Il ratto di Koopman (Rattus koopmani  Musser & Holden, 1991) è un roditore della famiglia dei Muridi endemico dell'isola di Peleng, Indonesia.

## Descrizione
Roditore di medie dimensioni, con la lunghezza della testa e del corpo di 233 mm, la lunghezza della coda di 215 mm, la lunghezza del piede di 45 mm, la lunghezza delle orecchie di 23 mm.

La pelliccia è moderatamente densa con lunghi peli e soffici spine. Il colore generale del dorso è ocra brunastro scuro, più scuro sulla testa e la schiena, e più chiaro lungo i fianchi. Le parti ventrali sono grigio scure miste all'ocra. Le orecchie sono piccole in rapporto alle dimensioni del corpo e nerastre, ricoperte di piccoli peli brunastri. La parte dorsale delle mani e dei piedi è marrone scuro. Le unghie sono color crema, parzialmente ricoperte di ciuffi di peli argentati. La coda è marrone scuro con circa 12 anelli di scaglie per centimetro, corredata ciascuna da tre piccoli peli ispidi. Sono presenti un paio di mammelle post-ascellari, un paio addominale, un paio pettorale e due paia inguinali.

## Biologia

### Comportamento
È una specie terricola.

## Distribuzione e habitat
Questa specie è endemica dell'isola di Peleng, lungo le coste orientali di Sulawesi.

## Conservazione
È conosciuto soltanto da un esemplare di giovane femmina catturato nel 1938 e ora depositato presso l'American Museum of Natural History di New York con il numero di catalogo AMNH 109203.

La IUCN Red List, considerato che questa specie è conosciuta soltanto da un individuo e non ci sono informazioni recenti sulla popolazione e le eventuali minacce, classifica R.koopmani come specie con dati insufficienti (DD).